# Chaetocnema fortecostata
Chaetocnema fortecostata (лат.) — вид жуков-листоедов рода Chaetocnema трибы земляные блошки из подсемейства козявок (Galerucinae, Chrysomelidae). 

## Распространение
Встречаются в Юго-восточной Азии (Индия, Китай, Япония).

## Описание
Длина 1,75—2,12 мм, ширина 0,95—1,08 мм. От близких видов (Chaetocnema picipes, Chaetocnema cheni) отличается комбинацией следующих признаков: окраской тела и лапок, формой эдеагуса и переднеспинки (соотношение ширины к длине 1,07—1,19). Переднеспинка и надкрылья бронзоватые, блестящие. Фронтолатеральная борозда присутствует. Антенномеры усиков в основном коричневые (А1-11, кроме желтовато-коричневых А2-4 и чёрных А6-11), ноги коричневые, кроме желтоватого верха бёдер и жёлтых базальных частей лапок. Голова гипогнатная (ротовые органы направлены вниз). Надкрылья покрыты несколькими рядами (6—8) многочисленных мелких точек — пунктур. Бока надкрылий выпуклые. Второй и третий вентриты слиты. Средние и задние голени с выемкой на наружной стороне перед вершиной. Переднеспинка без базальной бороздки, но есть два продольных вдавления. Вид был впервые описан в 1939 году китайским энтомологом Shee-ming Chen по материалам из Китая, а его валидный статус был подтверждён в ходе ревизии, проведённой в 2019 году в ходе ревизии ориентальной фауны рода Chaetocnema, которую провели энтомологи Александр Константинов (Systematic Entomology Laboratory, USDA, c/o Smithsonian Institution, National Museum of Natural History, Вашингтон, США) и его коллеги из Китая (Ruan Y., Yang X., Zhang M.) и Индии (Prathapan K. D.). Кормовое растение Polygonum.